# Christine Baranski
Christine Jane Baranski (sinh ngày 2 tháng 5 năm 1952) là một nữ diễn viên, ca sĩ và nhà sản xuất người Mỹ. Cô được đề cử giải thưởng Emmy 15 lần, giành chiến thắng một lần vào năm 1995 cho Nữ diễn viên phụ xuất sắc trong một bộ phim hài cho vai diễn Maryanne Thorpe trong bộ phim sitcom Cybill (1995–98). Baranski nhận được nhiều lời khen ngợi cho diễn xuất của cô với vai Diane Lockhart trong bộ phim truyền hình luật pháp The Good Wife (2009–2016) và loạt phim truyền hình The Good Fight (2017 – nay). Cô cũng được biết đến với vai Tiến sĩ Beverly Hofstadter trong sitcom The Big Bang Theory (2009-nay).
Baranski được trao giải Tony cho Nữ diễn viên nổi bật nhất trong vở kịch cho các sản phẩm gốc của Broadway mang tên The Real Thing năm 1984 và Rumors năm 1989. Các thành tựu nổi bật của bà ở Broadway bao gồm: Hide and Seek (1980), Hurlyburly (1984), The House of Blue Leaves (1986) và Boeing Boeing (2008). Baranski đã đóng vai chính trong nhiều bộ phim, bao gồm 9½ Weeks (1986), Legal Eagles (1986), Reversal of Fortune (1990), Addams Family Values (1993), Jeffrey (1995), The Birdcage (1996), Bulworth (1998), Cruel Intentions (1999), Bowfinger (1999), Dr. Seuss' How the Grinch Stole Christmas (2000), Chicago (2002), Mamma Mia! (2008), Into the Woods (2014), A Bad Moms Christmas (2017), và Mamma Mia! Here We Go Again (2018).

## Phim ảnh
| Năm  | Tên                              | Vai diễn                     | Notes |
| ---- | -------------------------------- | ---------------------------- | --- |
| 1982 | Soup for One                     | Blonde in Bar                | |
| 1983 | Lovesick                         | Nymphomaniac                 | |
| 1984 | Crackers                         | Maxine                       | |
| 1986 | 9½ Weeks                         | Thea                         | |
| 1986 | Legal Eagles                     | Carol Freeman                | |
| 1987 | The Pick-up Artist               | Harriet                      | |
| 1990 | Reversal of Fortune              | Andrea Reynolds              | |
| 1993 | The Night We Never Met           | Lucy                         | |
| 1993 | Life with Mikey                  | Carol                        | |
| 1993 | Addams Family Values             | Becky Martin-Granger         | |
| 1994 | The Ref                          | Connie Chasseur              | |
| 1994 | Getting In                       | Mrs. Margaret "Maggie" Higgs | |
| 1994 | The War                          | Miss Strapford               | |
| 1995 | New Jersey Drive                 | Prosecutor                   | |
| 1995 | Jeffrey                          | Ann Marwood Bartle           | |
| 1996 | The Birdcage                     | Katherine Archer             | Screen Actors Guild Award for Outstanding Performance by a Cast in a Motion Picture |
| 1998 | The Odd Couple II                | Thelma                       | |
| 1998 | Bulworth                         | Constance Bulworth           | |
| 1999 | Cruel Intentions                 | Bunny Caldwell               | |
| 1999 | Bowfinger                        | Carol                        | |
| 2000 | How the Grinch Stole Christmas   | Martha May Whovier           | |
| 2002 | The Guru                         | Shantal                      | |
| 2002 | Chicago                          | Mary Sunshine                | Screen Actors Guild Award for Outstanding Performance by a Cast in a Motion Picture |
| 2003 | Marci X                          | Mary Ellen Spinkle           | |
| 2004 | Welcome to Mooseport             | Charlotte Cole               | |
| 2005 | Scooby Doo! in Where's My Mummy? | Amelia Von Butch (voice)     | |
| 2006 | Falling for Grace                | Bree                         | |
| 2006 | Relative Strangers               | Arleen Clayton               | |
| 2006 | Bonneville                       | Francine                     | |
| 2008 | Mamma Mia!                       | Tanya Chesham-Leigh          | |
| 2010 | The Bounty Hunter                | Kitty Hurley                 | |
| 2012 | Foodfight!                       | Hedda Shopper (voice)        | |
| 2014 | Into the Woods                   | Cinderella's Stepmother      | Satellite Award for Best Cast – Motion Picture Nominated — Detroit Film Critics Society Award for Best Ensemble Nominated — Washington D.C. Area Film Critics Association Award for Best Ensemble |
| 2016 | Trolls                           | Chef (voice)                 | |
| 2016 | Miss Sloane                      | Evelyn Sumner                | |
| 2017 | A Bad Moms Christmas             | Ruth                         | |
| 2018 | Mamma Mia! Here We Go Again      | Tanya Chesham-Leigh          | |

| Năm       | Title                          | Vai diễn                    | Notes |
| --------- | ------------------------------ | --------------------------- | --- |
| 1977      | Busting Loose                  | Debbie                      | Episode: "The Decision: Part 1" |
| 1980      | Playing for Time               | Olga                        | TV movie |
| 1982      | A Midsummer Night's Dream      | Helena                      | TV movie |
| 1982      | Another World                  | Beverly Tucker              | Unknown episodes |
| 1984      | All My Children                | Jewel Maniscalo             | Unknown episodes |
| 1985      | Big Shots in America           | Cara                        | TV movie |
| 1985      | The Equalizer                  | Victoria Baines             | Episode: "Mama's Boy" |
| 1987      | The House of Blue Leaves       | Bunny Flingus               | TV movie |
| 1988      | The Thorns                     | Polly                       | Episode: "The Maid" |
| 1991      | Law & Order                    | Katherine Masucci Beigel    | Episodes: "The Torrents of Greed Parts 1 & 2" |
| 1992      | Screenplay                     | Blair Bennett               | Episode: "Buying a Landslide" |
| 1993      | To Dance with the White Dog    | Kate                        | TV movie |
| 1994      | Law & Order                    | Rose Siegal                 | Episode: "Nurture" |
| 1995–98   | Cybill                         | Maryanne Thorpe             | 87 episodes Primetime Emmy Award for Outstanding Supporting Actress in a Comedy Series (1995) Screen Actors Guild Award for Outstanding Performance by a Female Actor in a Comedy Series (1995) Nominated — Golden Globe Award for Best Supporting Actress – Series, Miniseries or Television Film (1995, 1996) Nominated — Primetime Emmy Award for Outstanding Supporting Actress in a Comedy Series (1996–98) Nominated — Screen Actors Guild Award for Outstanding Performance by an Ensemble in a Comedy Series (1995) Nominated — Screen Actors Guild Award for Outstanding Performance by a Female Actor in a Comedy Series (1996) |
| 1996      | Saturday Night Live            | Herself (host)              | Episode: "Christine Baranski/The Cure" |
| 1997      | 3rd Rock from the Sun          | Sonja Umdahl                | Episode: "Dick and the Single Girl" |
| 1999      | Now and Again                  | Ruth Bender (voice)         | Episode: "Origins"; uncredited |
| 1999      | Frasier                        | Dr. Nora Fairchild          | Episode: "Dr. Nora" Nominated — Primetime Emmy Award for Outstanding Guest Actress in a Comedy Series |
| 2000–01   | Welcome to New York            | Marsha Bickner              | 13 episodes |
| 2001      | Citizen Baines                 | Glenn Ferguson Baines Welch | Episode: "Three Days in November" |
| 2002      | Presidio Med                   | Dr. Terry Howland           | Episodes: "Pick Your Battles", "Best of Enemies" |
| 2003      | Eloise at the Plaza            | Prunella Stickler           | TV movie |
| 2003      | Eloise at Christmastime        | Prunella Stickler           | TV movie |
| 2003–04   | Happy Family                   | Annie Brennan               | 22 episodes |
| 2004      | Spellbound                     | TV movie                    | |
| 2005      | Recipe for a Perfect Christmas | Lee Bellmont                | TV movie |
| 2005      | Adopted                        | Judy Rabinowitz             | TV movie |
| 2005      | In the Game                    | TV pilot                    | |
| 2005      | Ghost Whisperer                | Faith Clancy                | Episodes: "Voices", "The Crossing" |
| 2006      | Inseparable                    | Barbara                     | TV movie |
| 2006      | American Dad!                  | Homeless Woman (voice)      | Episode: "Failure Is Not a Factory-installed Option" |
| 2009      | Ugly Betty                     | Victoria Hartley            | 3 episodes |
| 2009      | Psych                          | Alice Clayton               | Episode: "He Dead" |
| 2009–2018 | The Big Bang Theory            | Dr. Beverly Hofstadter      | 13 episodes Nominated — Primetime Emmy Award for Outstanding Guest Actress in a Comedy Series (2009, 2010, 2015, 2016) |
| 2009–2016 | The Good Wife                  | Diane Lockhart              | 156 episodes Nominated — Primetime Emmy Award for Outstanding Supporting Actress in a Drama Series (2010–15) Nominated — Screen Actors Guild Award for Outstanding Performance by an Ensemble in a Drama Series (2009, 2010, 2011) |
| 2011      | Who Is Simon Miller?           | Amanda                      | TV movie |
| 2011      | Ugly Americans                 | Grimes' mummy (voice)       | Episode: "Mummy Dearest" |
| 2015      | BoJack Horseman                | Amanda Hannity (voice)      | Episode: "Hank After Dark" |
| 2013      | Family Guy                     | Herself (voice)             | Episode: "Call Girl" |
| 2017      | Regular Show                   | Guardian (voice)            | Episode: "A Regular Epic Final Battle" |
| 2017–22   | The Good Fight                 | Diane Lockhart              | 23 episodes |
| 2017      | Michael Jackson's Halloween    | Mrs. Grau (voice)           | TV special |
| 2017      | Spirit Riding Free             | Miz McDonnell (voice)       | Episode: "Lucky and the Long Way Home" |

| Năm  | Tên                      | Vai diễn         | Notes                  |
| ---- | ------------------------ | ---------------- | ---------------------- |
| 1980 | Hide & Seek              | Elly Bart        | Broadway               |
| 1980 | Coming Attractions       | Performer        | Playwrights Horizons   |
| 1982 | Sally and Marsha         | Marsha           | Manhattan Theatre Club |
| 1984 | The Real Thing           | Charlotte        | Broadway               |
| 1984 | Hurlyburly               | Bonnie           | Broadway               |
| 1986 | The House of Blue Leaves | Bunny Flingus    | Broadway               |
| 1988 | Rumors                   | Chris Gorman     | Broadway               |
| 1991 | Nick & Nora              | Tracy Gardner    | Broadway               |
| 1997 | Promises, Promises       | Marge MacDougall | Off-Broadway           |
| 2002 | Sweeney Todd             | Mrs. Lovett      | Kennedy Center         |
| 2006 | Mame                     | Mame Dennis      | Kennedy Center         |
| 2008 | Boeing Boeing            | Berthe           | Broadway               |

### Video games
| Năm  | Project                         | Vai diễn     | Notes |
| ---- | ------------------------------- | ------------ | ----- |
| 2013 | Skylanders: Swap Force          | Kaos' Mother | [ 4 ] |
| 2017 | Steven Universe: Save the Light | Hessonite    | [ 5 ] |